# ZOTAC

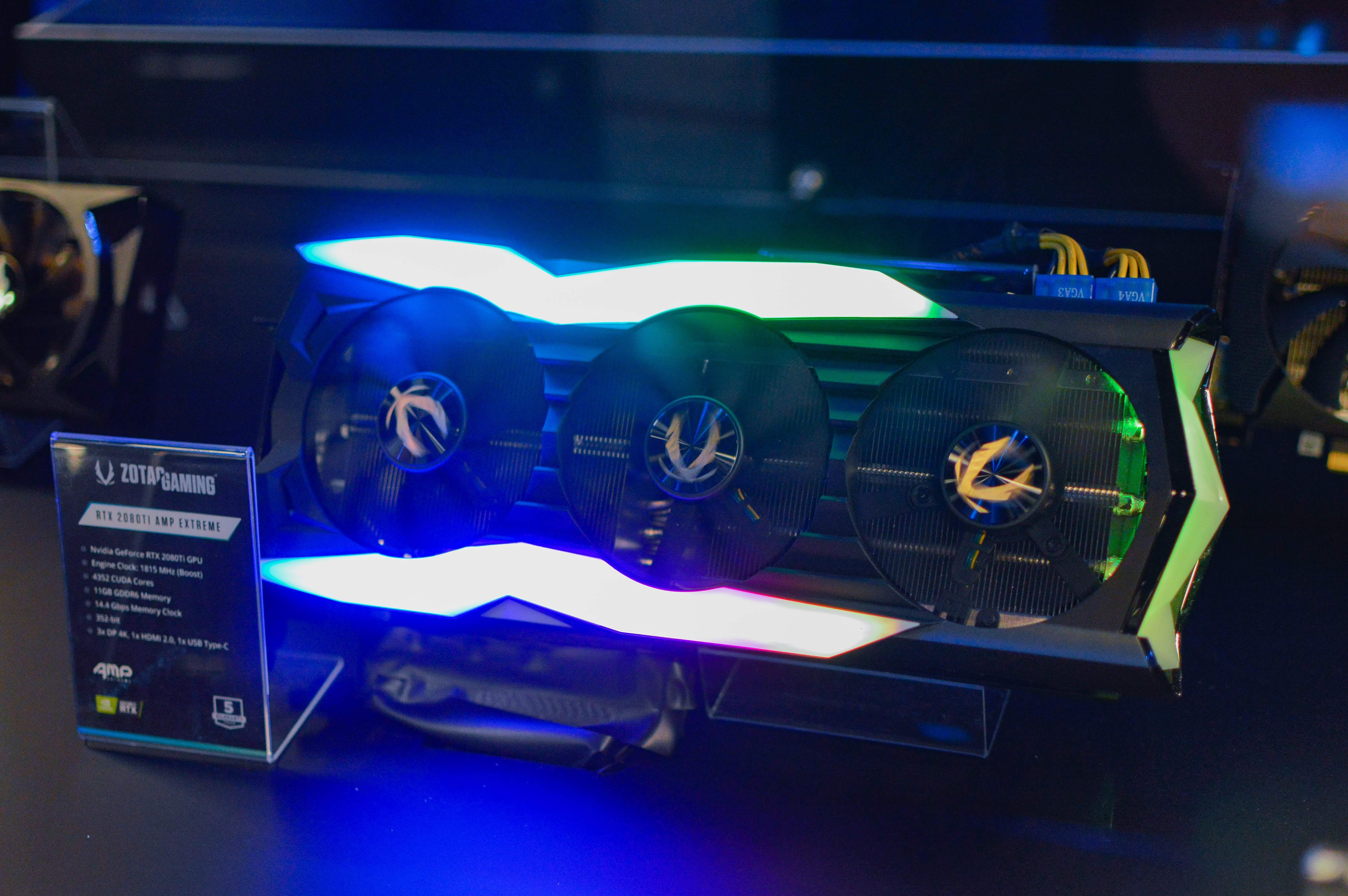
グラフィックスカード

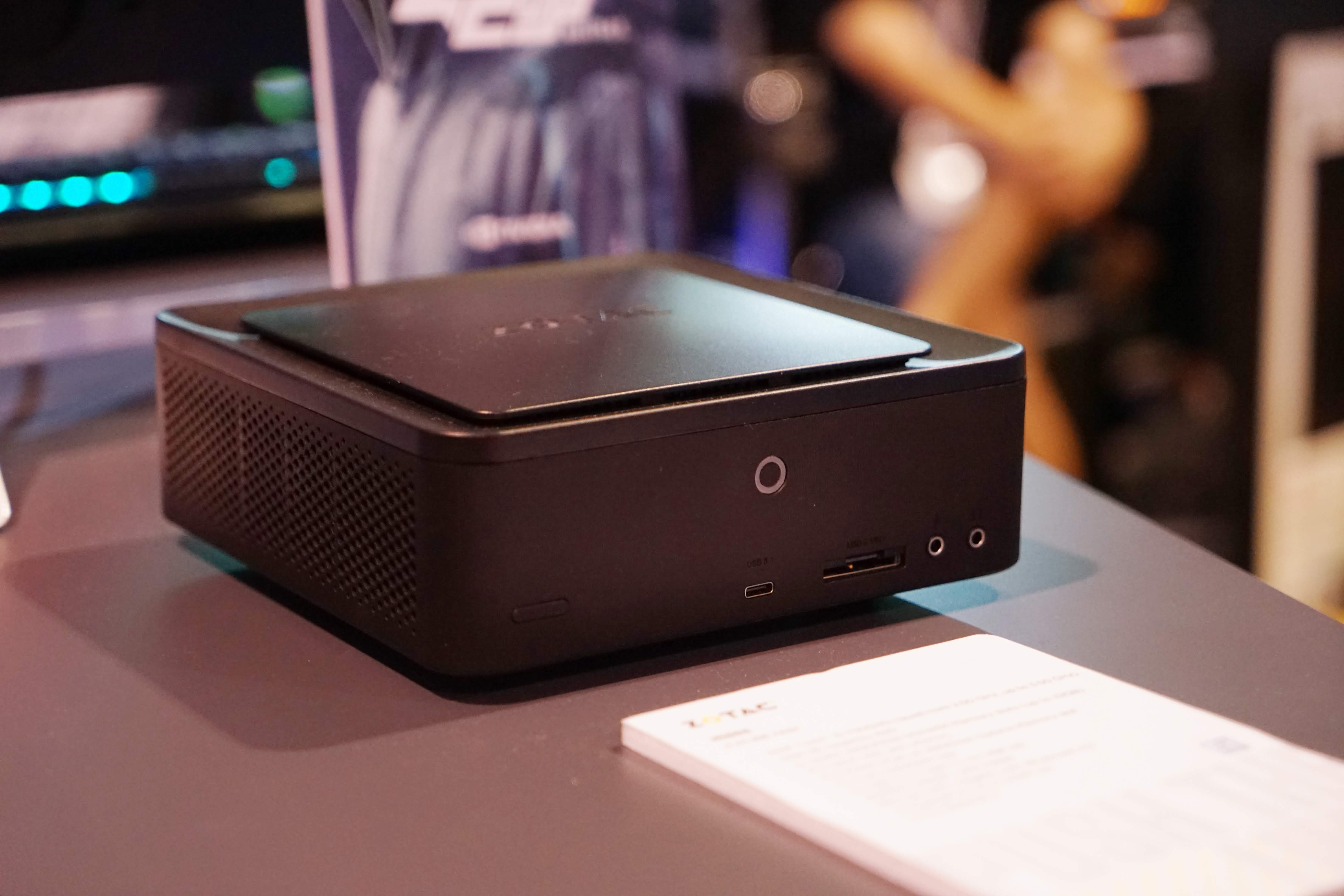
ZBOX

ZOTAC（ゾタック）は、香港に本社を置くPC Partner Group傘下のコンピュータ・ハードウェアメーカーである。NVIDIA社製GPU「GeForceシリーズ」を搭載したPC用グラフィックスカード、オリジナルPC、ベアボーン等を製造している。正式名称ZOTAC Technology Limited。日本法人は株式会社ゾタック日本 (所在地：東京都千代田区)。

## 社名の由来
ZOTACという名称は、コンピュータ部品やエレクトロニクス業界の領域を指す”ZONE”と、優れた技術で辣腕を振るうという意味の“TACT”の２つの言葉に由来している。

## 製品
- グラフィックスカード
- ミニPC「ZBOX」
- ベアボーン
- SSD
- エンベデッド製品

## グループ沿革
| 西暦   | 出来事                                                            |
| ------ | ----------------------------------------------------------------- |
| 1997年 | PC Partner Groupを香港に設立、POPシステムのEMS事業を開始          |
| 1998年 | ISO9001認証取得、米ATI(現AMD)との製造受託契約を締結               |
| 2002年 | ISO14001認証取得、大手フラッシュメモリメーカーの製造受託を開始    |
| 2005年 | OHSAS18001認証取得                                                |
| 2006年 | 米NVIDIA社製GPUをベースとしたグラフィックスボードの生産を開始     |
| 2007年 | ZOTACブランドによりグラフィックスボードのコンシューマー市場へ参入 |
| 2008年 | AS9100認証取得                                                    |
| 2009年 | ZOTACブランドより小型PCの製造販売を開始                           |
| 2012年 | 香港証券取引所に上場 (HKG:1263)                                   |
| 2017年 | 国内拠点として株式会社ゾタック日本を設立                          |

## 日本法人概要
- 会社名：株式会社ゾタック日本
- 所在地：東京都千代田区九段南3-2-2 2F
- 設立：2017年12月
- 資本金：5,000万円
- 事業内容：グラフィックスカード、オリジナルPCおよび産業向けのエンベデッド製品の販売とサポート

## 正規代理店
- 株式会社アスク

## 参考資料
メディア報道
- フリーロームVRホラーアトラクション『BIOHAZARD WALKTHROUGH THE FEAR』にZOTACのバックパックPC『VR GO 2.0』が採用[PR TIMES 2019/10/25]
- 長さ約211mmの短尺カードも登場。ZOTAC製のRTX2070搭載カード3製品が国内発売 [4Gamer.net 2018/11/02]
- ZOTACのRTX2080シリーズ搭載グラフィックガード5製品が国内発売決定[4Gamer.net 2018/09/18]
- ZOTACが日本支社「株式会社ゾタック日本」を設立 [PC Watch 2018/09/12]
- ZOTACが日本法人を設立。9月20日発売予定の「GeForce RTX2080」搭載カードを初公開 [4Gamer.net 2018/09/12]
- 「ZOTAC CUP MASTERS CS:GO 2018」、グランドファイナル無敗でMIBRが王者に[Game Watch 2018/8/28]
- これが最後のバックパック型PCになるか？ZOTACの新製品「VR GO 2.0」をCOMPUTEXで体験してみた[4Gamer.net  2018/06/19]
- CS:GOトーナメントのアジア大会「ZOTAC CUP MASTERS CS:GO 2018」がCOMPUTEX TAIPEI 2018で開催。日本語生配信あり[4Gamer.net 2018/05/16]